# Desa Babakanjaya (administrativ by i Indonesien, lat -6,81, long 106,76)
Desa Babakanjaya är en administrativ by i Indonesien.   Den ligger i provinsen Jawa Barat, i den västra delen av landet, 70 km söder om huvudstaden Jakarta.